# Ксьонж (Люблінське воєводство)
Ксьонж (пол. Książ) — село в Польщі, у гміні Ходель Опольського повіту Люблінського воєводства.
Населення — 50 осіб (2011).
У 1975-1998 роках село належало до Люблінського воєводства.

## Демографія
Демографічна структура станом на 31 березня 2011 року:
|          | Загалом | Допрацездатний вік | Працездатний вік | Постпрацездатний вік |
| -------- | ------- | ------------------ | ---------------- | -------------------- |
| Чоловіки | 29      | 5                  | 19               | 5                    |
| Жінки    | 21      | 1                  | 12               | 8                    |
| Разом    | 50      | 6                  | 31               | 13                   |